# Never Alone (2 Brothers on the 4th Floor)
Never Alone is een nummer van het Nederlandse eurodanceproject 2 Brothers on the 4th Floor. Het is de derde single van hun debuutalbum Dreams uit 1994. In november 1993 werd het nummer op single uitgebracht. De tekst van het refrein is door Bobby Boer geschreven naar aanleiding van de brandaanslag in Solingen in mei 1993, de rap is op de dag van de opname door D-Rock geschreven.

## Achtergrond
"Never Alone" was het eerste nummer waarop rapper D-Rock en zangeres Desray te horen waren. Het werd vooral in het Nederlandse taalgebied een danshit. 
In Nederland werd de single veel gedraaid op de landelijke radiozenders en werd een hit. De single bereikte de 2e positie in zowel de Nederlandse Top 40 op destijds Radio 538 als de toen nieuwe publieke hitlijst; de Mega Top 50 op Radio 3.
In België bereikte de single de 3e positie in de voorloper van de Vlaamse Ultratop 50 en de 4e positie in de Vlaamse Radio 2 Top 30. In Wallonië werd géén notering behaald.

## NPO Radio 2 Top 2000
| Nummer met noteringen in de NPO Radio 2 Top 2000 | '16  | '17  | '18  |
| ------------------------------------------------ | ---- | ---- | ---- |
| Never Alone                                      | 1961 | 1838 | 1929 |

1. ↑  Een vetgedrukt getal geeft de hoogste notering aan.
2. ↑  2016 was het eerste jaar met een notering voor dit nummer.
3. ↑  Deze tabel is bijgewerkt tot en met de laatste editie (2024).